# Брало ди Прегола
Брало ди Прегола (итал. Brallo di Pregola) је насеље у Италији у округу Павија, региону Ломбардија.
Према процени из 2011. у насељу је живело 156 становника. Насеље се налази на надморској висини од 954 м.

## Становништво
| 1936. | 1951. | 1961. | 1971. | 1981. | 1991. | 2001. | 2011. |
| ----- | ----- | ----- | ----- | ----- | ----- | ----- | ----- |
| 2.826 | 2.585 | 2.231 | 1.686 | 1.398 | 1.183 | 930   | 689   |